# Tangara phillipsi
A Tangara phillipsi  a madarak osztályának verébalakúak (Passeriformes) rendjébe és a tangarafélék (Thraupidae) családjába tartozó  faj.

## Rendszerezése
A fajt Gary R. Graves és John S. Weske írták le 1987-ben.

## Előfordulása
Az Andok hegység keleti részén, Peru kis területén honos. Természetes élőhelyei a szubtrópusi és trópusi hegyi esőerdők. Állandó, nem vonuló faj.

## Megjelenése
Testhossza 13 centiméter, testtömege 16,8–21,7 gramm.

## Életmódja
Étkezési szokása kevésbé ismert, valószínűleg rokonaihoz hasonlóan gyümölcsökkel és rovarokkal táplálkozik.

## Természetvédelmi helyzete
Az elterjedési területe nagyon kicsi, egyedszáma pedig csökken. A Természetvédelmi Világszövetség Vörös listáján mérsékelten fenyegetett fajként szerepel.